# ثاندرسباي
ثاندرسباي (بالإنجليزية: Thunderspy) هو نوع من الثغرات الأمنية المرتبطة بمنفذ Thunderbolt 3 الذي تنتجه شركة إنتل. أُعلن عنها علنًا لأول مرة في 10 مايو 2020، وتُعد هذه الثغرة من النوع الذي يُعرف بـ"هجوم المهاجم الخفي" (Evil Maid Attack)، حيث يتمكن المهاجم من الوصول الكامل إلى بيانات الحاسوب خلال فترة قصيرة لا تتجاوز خمس دقائق، حتى وإن كان الجهاز مقفلاً أو في وضع النوم.

## وصف الهجوم
بحسب الباحث الأمني الهولندي بيورن رويتنبرغ، مكتشف الثغرة، فإن طريقة الاختراق تتم على النحو التالي:
- يقوم المهاجم بفك الغطاء الخلفي للجهاز المحمول.
- يربط جهازًا معينًا بشكل مؤقت بمنفذ Thunderbolt 3.
- يعيد برمجة البرمجيات الثابتة (firmware) الخاصة بالمنفذ.
- يعيد تركيب الغطاء، ويصبح لديه وصول كامل إلى بيانات الجهاز.

كل هذه الخطوات يمكن تنفيذها خلال أقل من خمس دقائق دون الحاجة إلى كلمة مرور أو وصول مادي طويل الأمد.

## الأجهزة المتأثرة
تؤثر ثغرة Thunderspy على:
- معظم أجهزة الحاسوب المحمولة والمكتبية المزودة بمنفذ Thunderbolt 3.
- الأجهزة التي تم تصنيعها قبل عام 2019.
- بعض الأجهزة المُنتجة بعد 2019 والتي لا تتضمن حماية Kernel DMA الجديدة.
- أنظمة تشغيل ويندوز ولينكس وماك أو إس.

## خطورة الثغرة
تُعد هذه الثغرة من أخطر أنواع هجمات الأجهزة الفيزيائية لأنها:
- لا تتطلب معرفة مسبقة بكلمة المرور.
- لا تُكتشف عبر برامج الحماية التقليدية.
- تستغل آلية متقدمة على مستوى الأجهزة تُعرف باسم الوصول المباشر للذاكرة (DMA)، ما يسمح بالوصول إلى الذاكرة دون المرور بنظام التشغيل.[3]

## إجراءات الحماية
لا يمكن إزالة ثغرة Thunderspy بالكامل عن طريق تحديثات البرامج، لأنها متعلقة بالأجهزة نفسها، ولكن يمكن تقليل خطرها من خلال:
- تعطيل منفذ Thunderbolt من إعدادات BIOS/UEFI إن أمكن.
- استخدام أقفال مادية تمنع الوصول إلى المنافذ.
- عدم ترك الأجهزة دون مراقبة في الأماكن العامة.